# Dysmicoccus merrilli
Dysmicoccus merrilli är en insektsart som först beskrevs av Ferris 1953.  Dysmicoccus merrilli ingår i släktet Dysmicoccus och familjen ullsköldlöss. Inga underarter finns listade i Catalogue of Life.